# 嘘の証明 犯罪心理分析官・梶原圭子
『嘘の証明 犯罪心理分析官 梶原圭子』（うそのしょうめい はんざいしんりぶんせきかん かじわらけいこ）は、2012年から2013年までテレビ東京・BSジャパン共同制作「水曜ミステリー9」で放送された刑事ドラマシリーズ。全3回。主演は片平なぎさ。

## 登場人物

### 警視庁捜査支援課犯罪心理分析室
梶原圭子
演 - 片平なぎさ
犯罪心理分析官。元は少年係の警察官だったが、警視庁の巨大プロジェクトとして創設される犯罪心理分析課のメンバーに抜擢され3年間アメリカ国防情報局に留学する。しかし留学中に犯罪心理分析課の創設は中止になる。帰国後に新設された犯罪心理分析室に主任として配属される（第1作）。
野寺弘樹
演 - 鈴木一真
巡査部長。圭子の部下。第1作の冒頭で犯罪心理分析室に配属される。

### 警視庁捜査一課八係
山村加奈
演 - 東風万智子
刑事。
田所幸作
演 - 吉満涼太
刑事。
小山田郁夫
演 - 水橋研二（第1作・第2作）
刑事。
梓川清
演 - 笠原秀幸
刑事。
湯島恭太郎
演 - 内藤剛志
係長。10年前、妻の麻子が伊豆の海岸で転落死する。静岡県警は事件性はなく事故もしくは自殺と結論づけるが納得していない。

### その他
梶原隆俊
演 - 田口浩正
圭子の夫。新婚1年（第1作）。旅行会社勤務でニューヨークの現地支社にいたとき圭子とマンハッタンの五番街で出会う。

### ゲスト
第1作「赤い十字架は死者のメッセージ!?顔の表情や仕草から嘘を見破る新ヒロイン登場!!」（2012年）
- 高島仁美（健太の母・高級クラブ「レッド」ホステス） - 高橋由美子（小学6年生：斎藤夏鈴）
- 井島小百合（ジュエリーショップオーナー） - 芳本美代子
- 常盤由紀子（ジュエリーデザイナー・本名「秋山みのり」） - 吉田羊（小学6年生：森田想）
- 中里忍（大手外食チェーン「中里グループ」社長の長女・バツイチ） - 久保田磨希
- 緒方涼子（緒方の娘・花嫁修業中の家事手伝い） - 友倉由美子
- 沢村勝（結婚詐欺師） - 岡本光太郎（小学6年生：富永凌平）
- 滝山隆介（緒方の秘書） - 神尾佑
- 緒方新之助（民自党 代議士） - 佐々木勝彦
- バス乗客 - 伊藤沙莉、後藤康夫、福島彰吾
- ジュエリーショップ店員 - 桜川博子
- 警官 - 松原正隆
- 児童養護施設「あけぼの」園長 - 勝倉けい子
- 花屋 - 棚橋ナッツ
- 真理子（小学6年生〈25年前〉のとき死亡） - 市川楓穂梨
- 高島健太（小学生） - 矢部光祐
- 磯崎伸介（西東京警察署生活安全課 課長・圭子の元上司） - 平泉成

第2作「人間の表情や仕草から嘘を見破るプロ！夫を亡くした妻は稀代の悪女か悲劇のヒロインか？」（2013年）
- 富永弥生（外食チェーン「ヴェルバーノ」副社長・富永の妻） - 菊池麻衣子
- 五十嵐章造（ヴェルバーノ 元エリアマネージャー） - 相島一之
- 平野璃子（富永の秘書） - 末永遥（少女期：原菜乃華）
- 増田隆一（FREE INVENTION 社長） - 池内万作
- 辻和昭（辻久信の父） - 螢雪次朗
- 増田公恵（増田の妻・弥生の主婦仲間） - 濱田万葉
- 富永勝（ヴェルバーノ 社長） - 大橋てつじ
- 安藤俊夫（醸造家・12年前 青酸カリによる服毒自殺） - 舘昌美
- 山梨県勝沼警察署 刑事 - 諏訪太郎
- 安藤と家族ぐるみの付き合いをしていた男性 - 田口主将
- 刑事 - 奈良坂篤
- 弥生の主婦仲間 - 松山美雪、田村直子
- 山梨県甲州市ワイナリー協会 従業員 - 松田章
- 結婚詐欺師 - 和木亜央
- 記者 - 榎本由希、石山和史、寺林伸悟
- 結婚詐欺の被害者（未遂） - おのさなえ
- 岩井（富永の運転手） - 山口勝弘
- 社員 - 岩川鉄兵
- マスコミ - 坂本直季
- 鑑識官 - 中澤隆範
- 女子高生 - 野口綾奈
- 岸（ウェイター） - 住吉晃典
- アナウンサー - 羽田沙織

第3作「刑事の妻が死の間際についた嘘…連続殺人時間差トリックを崩せ 死体の表情を読む！」（2013年）
- 葉月良太（警視庁品川北警察署 刑事・湯島の大学の同級生） - 布施博
- 紺野恵理子（紺野の妻・麻子の友人） - 秋本奈緒美
- 紺野重男（光都建設 経営統括本部 第二営業部長） - 春海四方
- 湯島麻子（湯島の妻・10年前 伊豆の海岸で転落死） - 中島ひろ子
- 大村晶子（クラブ「セリーズ」ママ） - 斎藤陽子
- 白川博明（ジャーナリスト・10年前死亡） - 大西武志
- 岡山洋二（警視庁世田谷西警察署 刑事） - 井上肇
- 宏子（自転車の持ち主） - 田代さやか
- 福田（自転車泥棒） - 小須田康人
- 小宮山雄二（豪田組 元構成員） - 潮見勇輝
- 水谷（杉並中央警察署上町二丁目交番 巡査） - 本間剛
- ヨネ（白川の近所） - 小貫加恵
- 小宮山のアパート管理人 - 春延朋也
- アナウンサー - 佐藤友紀
- 設子（光都建設 社員） - 柏尾志保
- タケル（小学生） - 橋本智哉
- 葉月健太（葉月の息子・2年前死亡） - 近藤將正

## スタッフ
- 脚本 - 深沢正樹、徳永友一、林誠人
- 監督 - 鈴木浩介
- サウンドデザイン - 石井和之
- 心理学監修 - 越智圭太
- 警察監修 - ビーテックインターナショナル
- スタントコーディネート - 森崎えいじ
- 技術協力 - 東通
- 美術協力 - KHKアート、山崎美術
- 編集・MA - ザ・チューブ
- プロデュース - 中川順平、菅井敦、梶野祐司
- 制作 - テレビ東京、BSジャパン、ホリプロ

## 放送日程
| 話数 | 放送日        | サブタイトル                                                                        | 脚本     | 監督     |
| ---- | ------------- | ----------------------------------------------------------------------------------- | -------- | -------- |
| 1    | 2012年5月09日 | 赤い十字架は死者のメッセージ!?顔の表情や仕草から嘘を見破る新ヒロイン登場!!          | 深沢正樹 | 鈴木浩介 |
| 2    | 2013年1月09日 | 人間の表情や仕草から嘘を見破るプロ！ 夫を亡くした妻は稀代の悪女か悲劇のヒロインか？ | 徳永友一 | 鈴木浩介 |
| 3    | 10月23日      | 刑事の妻が死の間際についた嘘…連続殺人時間差トリックを崩せ 死体の表情を読む！        | 林誠人   | 鈴木浩介 |